# Сусуз-Джайчи
Сусу́з-Джайчи́ (укр. Сусуз-Джайчи, крымскотат. Suvsuz Cayçı, Сувсуз Джайчы) — исчезнувшее село в Симферопольском районе Крыма. Располагалось на северо-западе района, в степном Крыму, примерно в 2—3 км к северу — северо-востоку от современного села Шафранное.

## Название
Название Сусуз-Джайчи состоит из двух компонентов. Джайчи (крымскотат. cayçı, джайчы) в переводе с крымскотатарского — мастер, изготавливающий луки (от cay, джай — лук). Сусуз (крымскотат. suvsuz, сувсуз) означает «безводный». Очевидно, уточнение «безводный» потребовалось для избежания путаницы с располагавшейся в относительной близости деревней Сулу-Джайчи (крымскотат. suvlu, сувлу — «с водой», «имеющий воду»).

## История
Первое документальное упоминание села встречается в Камеральном Описании Крыма… 1784 года, судя по которому, в последний период Крымского ханства Сусус Джайчи входил в Акмечетский кадылык Акмечетского каймаканства.
После присоединения Крыма к России (8) 19 апреля 1783 года, (8) 19 февраля 1784 года, именным указом Екатерины II сенату, на территории бывшего Крымского Ханства была образована Таврическая область и деревня была приписана к Евпаторийскому уезду. После Павловских реформ, с 1796 по 1802 год, входила в Акмечетский уезд Новороссийской губернии. По новому административному делению, после создания 8 (20) октября 1802 года Таврической губернии, Сусуз-Джайчи был включён в состав Тулатской волости Евпаторийского уезда.
По Ведомости о волостях и селениях, в Евпаторийском уезде с показанием числа дворов и душ… от 19 апреля 1806 года в деревне Джайчи числилось 18 дворов, 89 крымских татар, 24 цыгана и 1 ясыр. На военно-топографической карте генерал-майора Мухина 1817 года обозначен Сусуз джайши с 24 дворами. После реформы волостного деления 1829 года Джайчи, согласно «Ведомости о казённых волостях Таврической губернии 1829 года» отнесли к Темешской волостия. Видимо, дальнейшее запустение деревни было следствием эмиграции татар в Турцию, так как на карте 1836 года в деревне 12 дворов, а на карте 1842 года Сусуз-Джайчи уже обозначен условным знаком «малая деревня», то есть, менее 5 дворов, а в дальнейшем в доступных источниках не встречается.